# Eerste Divisie 2012-13
La Eerste Divisie 2012-13, conocida como Jupiler League por motivos de patrocinio, es la quincuagesimaséptima edición de la Eerste Divisie, equivalente a la segunda división de fútbol de los Países Bajos, creada en 1955. La temporada comenzó en agosto de 2012 y terminará en junio de 2013 con el Nacompetitie , un torneo de promoción y descenso con participación de los equipos en los decimosexto y decimoséptimo puestos de la división superior (Eredivisie).

## Ascensos y descensos
| Pos | Ascendidos a la Eredivisie |
| --- | -------------------------- |
| 1.º | Zwolle                     |
| 5.º | Willem II (promoción)      |

| Pos  | Descendidos a la Eerste Divisie |
| ---- | ------------------------------- |
| 17.º | De Graafschap (promoción)       |
| 18.º | Excelsior                       |

## Equipos de la temporada 2012/13
| Club               | Ciudad     |
| ------------------ | ---------- |
| AGOVV Apeldoorn    | Apeldoorn  |
| Cambuur Leeuwarden | Leeuwarden |
| FC Den Bosch       | Bolduque   |
| FC Dordrecht       | Dordrecht  |
| FC Eindhoven       | Eindhoven  |
| FC Emmen           | Emmen      |
| Sparta Rotterdam   | Róterdam   |
| Fortuna Sittard    | Sittard    |
| Go Ahead Eagles    | Deventer   |

| Club                | Ciudad     |
| ------------------- | ---------- |
| Helmond Sport       | Helmond    |
| MVV Maastricht      | Maastricht |
| TOP Oss             | Oss        |
| Almere City FC      | Almere     |
| Stormvogels Telstar | Velsen     |
| BV Veendam          | Veendam    |
| De Graafschap       | Doetinchem |
| Excelsior           | Róterdam   |
| FC Volendam         | Volendam   |

## Tabla de posiciones
| Pos. | Equipo              | Pts | PJ | PG | PE | PP | GF | GC | DIF |
| ---- | ------------------- | --- | -- | -- | -- | -- | -- | -- | --- |
| 1    | Cambuur Leeuwarden  | 61  | 30 | 19 | 4  | 7  | 59 | 33 | +26 |
| 2    | FC Volendam         | 60  | 30 | 19 | 3  | 8  | 70 | 43 | +27 |
| 3    | Sparta Rotterdam    | 55  | 30 | 16 | 7  | 7  | 59 | 36 | +23 |
| 4    | Helmond Sport       | 55  | 30 | 15 | 10 | 5  | 55 | 45 | +10 |
| 5    | MVV Maastricht      | 50  | 30 | 14 | 8  | 8  | 56 | 44 | +12 |
| 6    | Go Ahead Eagles     | 48  | 30 | 13 | 9  | 8  | 60 | 46 | +14 |
| 7    | Fortuna Sittard     | 46  | 30 | 13 | 7  | 10 | 39 | 33 | +6  |
| 8    | De Graafschap       | 45  | 30 | 12 | 9  | 9  | 57 | 41 | +16 |
| 9    | FC Dordrecht        | 40  | 30 | 11 | 7  | 12 | 56 | 56 | 0   |
| 10   | TOP Oss             | 37  | 30 | 10 | 7  | 13 | 40 | 57 | -17 |
| 11   | FC Den Bosch        | 35  | 30 | 10 | 5  | 15 | 38 | 49 | -11 |
| 12   | FC Emmen            | 32  | 30 | 8  | 8  | 14 | 38 | 52 | -14 |
| 13   | Almere City FC      | 31  | 30 | 10 | 1  | 19 | 41 | 67 | -26 |
| 14   | Stormvogels Telstar | 29  | 30 | 7  | 8  | 15 | 31 | 46 | -15 |
| 15   | Excelsior           | 21  | 30 | 4  | 9  | 17 | 39 | 63 | -24 |
| 16   | FC Eindhoven        | 21  | 30 | 5  | 6  | 19 | 40 | 67 | -27 |

| Asciende a la Eredivisie 2013-14 | Playoffs de ascenso | Desciende |

| (C) Campeón    |
| (P) Playoffs   |
| (D) Descendido |

## Ronda 1
| Local           | Resultado | Visitante       |
| --------------- | --------- | --------------- |
| FC Dordrecht    | 3 - 3     | Go Ahead Eagles |
| Go Ahead Eagles | 3 - 0     | FC Dordrecht    |

| Local           | Resultado | Visitante       |
| --------------- | --------- | --------------- |
| De Graafschap   | 2 - 1     | Fortuna Sittard |
| Fortuna Sittard | 1 - 3     | De Graafschap   |

## Ronda 2
| Local                                                          | Resultado | Visitante       |
| -------------------------------------------------------------- | --------- | --------------- |
| Go Ahead Eagles                                                | 1 - 0     | VVV-Venlo       |
| VVV-Venlo                                                      | 0 - 3     | Go Ahead Eagles |
| VVV-Venlo descendió a la eerste divisie por un global de 4 - 0 |           |                 |

| Local          | Resultado | Visitante      |
| -------------- | --------- | -------------- |
| MVV Maastricht | 0 - 1     | FC Volendam    |
| FC Volendam    | 3 - 1     | MVV Maastricht |

| Local            | Resultado | Visitante        |
| ---------------- | --------- | ---------------- |
| Helmond Sport    | 2 - 4     | Sparta Rotterdam |
| Sparta Rotterdam | 1 - 1     | Helmond Sport    |

| Local         | Resultado | Visitante     |
| ------------- | --------- | ------------- |
| De Graafschap | 1 - 1     | Roda          |
| Roda          | 6 - 1     | De Graafschap |

## Ronda 3
| Go Ahead Eagles                                                  | 3 - 0 | FC Volendam     |
| FC Volendam                                                      | 1 - 0 | Go Ahead Eagles |
| Go Ahead Eagles asciende a la eredivisie con un global de 3 - 1. |       |                 |

| Sparta Rotterdam                                            | 0 - 0 | Roda             |
| Roda                                                        | 2 - 1 | Sparta Rotterdam |
| Roda JC permaneció en la eredivisie con un global de 2 - 1. |       |                  |